# 毛尖羽蘚
毛尖羽蘚（学名：Thuidium philibertii）为羽蘚科羽蘚屬下的一个种。

## 扩展阅读
- 維基物種上的相關：毛尖羽蘚